# Ламса (посёлок)
Ламса — поселок в Солигаличском муниципальном районе Костромской области. Входит в состав Солигаличского сельского поселения

## География
Находится в северо-западной части Костромской области на расстоянии приблизительно 14 км на северо-запад по прямой от города Солигалич, административного центра района у одноименной станции Монзенской железной дороги.

## История
Поселок образован у станции Ламса, открытой в 1959 году. Западнее станции были построены дома для лесозаготовителей. К настоящему времени эта часть поселка полностью запустела.

## Население
Постоянное население составляло 15 человек в 2002 году (русские 93 %), 2 в 2022.